# Mouhcine Iajour
Al-Khor Mouhcine Iajour (nascido em 14 de junho de 1986) é um jogador de futebol marroquino que atualmente joga pelo clube marrqouino MA Tétouan e pela Seleção Marroquina.
Em 2013, Mouhcine Iajour se tornou o primeiro jogador de futebol africano a ser o artilheiro da Copa do Mundo de Clubes da FIFA e ganhador da Bola de Bronze, avançando com o Raja Casablanca para a final disputada contra o campeão europeu Bayern de Munique. Anteriormente, apenas o congolês Dioko Kaluyituka venceu a Bola de Prata em 2010.

## Carreira
Iajour começou sua carreira no clube de sua cidade, Casablanca, em 2003. Depois de ficar no clube por quatro anos, mudou-se para o FC Chiasso. Ele retornou ao Raja Casablanca em 2012. Depois de uma temporada, ganhou seu primeiro campeonato com o Raja. Em 2013, Raja qualificou-se para a Copa do Mundo de Clubes da FIFA como campeão da liga do país anfitrião. Em 11 de dezembro de 2013, Iajour marcou um gol na vitória por 2 a 1 contra o Auckland City, no play-off das quartas de final. Sua equipe acabou derrotando o Monterrey por 2 a 1 nas quartas de final para passar nas semifinais. Em 18 de dezembro de 2013, ele marcou um gol na histórica vitória por 3 a 1 contra o Atlético Mineiro nas semifinais. Mas na final, o Raja Casablanca foi derrotado pelo campeão da UEFA Champions League, o Bayern de Munique, por 2-0. Iajour se tornou um dos artilheiros da Copa do Mundo de Clubes da FIFA em 2013, ao lado de Dario Conca, César Delgado e Ronaldinho. Ele recebeu a bola de bronze da Copa do Mundo de Clubes da FIFA.
Em agosto de 2007, quando o Torneio de Clubes Árabes terminou, Mouhcine decidiu permanecer na Suíça sem a permissão de seu clube Raja Casablanca. Em 28 de outubro de 2007, Iajour apareceu pela primeira vez em jogo oficial com a equipe do FC Chiasso.
Em 2013, fez parte do elenco do Raja Casablanca que derrotou o Atlético Mineiro pelas semifinais do Mundial de Clubes. Na ocasião, ele marcou um dos gols na vitória do time marroquino por 3 a 1.
Em 2018, Iajour foi banido por três jogos de competições continentais, após agredir um jogador do time congolês do AS Vita.

## Seleção
No Campeonato Mundial Juvenil da FIFA de 2005, Al-Khor Mouhcine Iajour marcou três gols e ajudou o Marrocos a chegar às semifinais, onde foram derrotados por 3 a 0 pela Nigéria. O Marrocos terminou o torneio em quarto lugar, depois de uma derrota por 2 a 1 para o Brasil.
Em janeiro de 2014, o técnico Hassan Benabicha convidou-o para fazer parte da equipe marroquina para o Campeonato Africano das Nações de 2014. Ele ajudou a equipe a liderar o grupo B depois de empatar com Burkina Faso e Zimbábue e derrotar o Uganda. A equipe foi eliminada da competição na zona das quartas de final depois de perder para a Nigéria.

## Títulos
Clube
Raja Casablanca
- Liga dos Campeões Árabes: 2006
- Botola: 2012–13
- Vice-campeão da Copa do Mundo de Clubes da FIFA: 2013
- Coupe Du Trône: 2017

Individual
- Melhor marcador da Copa do Mundo de Clubes da FIFA: 2013
- Bola de Bronze da Copa do Mundo de Clubes da FIFA: 2013
- Melhor marcador de Botola: 2017–18

Internacional
- Marrocos Campeonato da Juventude Africana Bota de Ouro: 2005